# Erwin Kreim

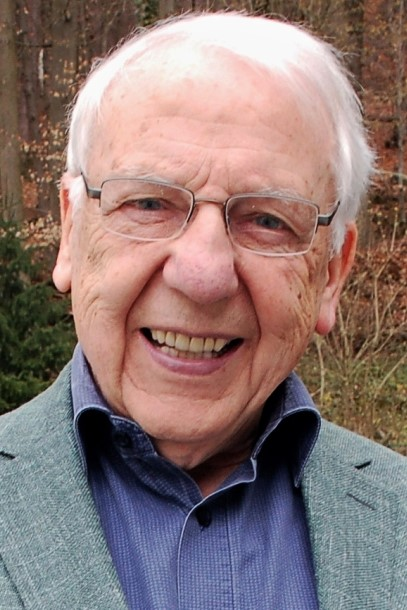
Erwin Kreim (2018)

Erwin Kreim (* 1939 in Darmstadt) ist ein deutscher Wirtschaftswissenschaftler, Bankdirektor und Unternehmensberater.

## Leben und Wirken
Geboren wurde Erwin Kreim 1939 mehrere Monate vor Ausbruch des Zweiten Weltkrieges. In der Brandnacht 11./12. September 1944 wurde er durch Phosphor-Verbrennungen verwundet. Sein Vater starb 1947 infolge schwerer Kriegsverletzungen, seine Mutter lebte von einer geringen Rente.
Kreim absolvierte eine Banklehre und war in Führungspositionen bei verschiedenen Banken tätig, unter anderem bei der Landesbank Rheinland-Pfalz. Er studierte Wirtschaftswissenschaften, Betriebswirtschaft und Pädagogik und wurde er in Wirtschaftswissenschaften zum Dr. rer. pol. promoviert. An der Universität Mainz engagierte er sich in den 1960er Jahren in der Studentenpolitik und war stellvertretender Asta-Vorsitzender. Er war 40 Jahre lang in leitenden Positionen bei Banken tätig und lehrte als Dozent, zum Beispiel an der Frankfurt School of Finance & Management. Außerdem wirkte er als Unternehmensberater.
Seit 2010 engagiert sich Kreim als Stifter einer eigenen Sammlung und Referent für das Gutenberg-Museum in Mainz.
Kreim ist seit 1970 verheiratet und hat mit seiner Frau drei Kinder.

## Veröffentlichungen (Auswahl)
- Nutzen Sie Ihre Chance, wenn das Telefon klingelt! Betriebswirtschaftlicher Verlag Gabler, Wiesbaden 1973.
- So schreiben Sie wirksame Bankbriefe. Eine programmierte Unterweisung. Betriebswirtschaftlicher Verlag Gabler, Wiesbaden 1974.
- Lernziele Bankkaufmann. Unter Mitarbeit von Erwin Kreim. Dt. Sparkassenverlag, Stuttgart 1976.
- Finanzplanung und Kreditentscheidung. Zugl. Dissertation Universität Mainz 1977. Betriebswirtschaftlicher Verlag Gabler, Wiesbaden 1977.
- mit Herbert J. Keßler: Außenhandelsfinanzierung. (Taschenbücher für Geld, Bank und Börse, Bd. 10). 3. Aufl. Knapp, Frankfurt am  Main 1979.
- Einführung in das Grundbuchrecht. Lernprogramm zur Erarbeitung der Grundlagen. 2. Aufl. Deutscher Sparkassenverlag, Stuttgart 1983; 8. überarb. Aufl. 2005.
- Betriebliche Kreditpolitik. (Gabler-Studientexte). Betriebswirtschaftlicher Verlag Gabler, Wiesbaden 1980
- Zukunftsorientierte Kreditentscheidung. Gabler, Wiesbaden 1988, ISBN 3-409-14003-4.
- Sprache und Stil kundenorientierter Briefe. 3., durchges. Aufl. Dt. Sparkassen-Verlag, Stuttgart 1994.
- Kreditgeschäft. In: Wolfgang Grill (Hrsg.), Gabler-Bank-Lexikon. 11. vollst. neu bearb. und erw. Aufl. Wiesbaden: Gabler, Wiesbaden 1995.
- mit Manfred Rößle: Grundlagen der Bilanzanalyse. Ein einführendes Lernprogramm. 13., überarb. und erw. Aufl. Dt. Sparkassen-Verlag, Stuttgart 2007.
- Herkunft – Heimat – Wurzeln. Wie wir wurden, was wir sind; familiengeschichtliche Spurensuche. Pretty-Print, Mainz 2014
- Johannes Gutenberg. Unternehmer des zweiten Jahrtausends. Nünnerich-Asmus, Oppenheim 2022.
- Loseblattsammlung: Studienwerk der Frankfurt School of Finance and Management „Immobilien- und Firmenkundengeschäft“, zahlreiche Zeitschriftenbeiträge (1980–2014).